# ساندرو موناری
ساندرو موناری (ایتالیایی: Sandro Munari؛ زادهٔ ۲۷ مارس ۱۹۴۰) راننده رالی اهل ایتالیا است. وی عضو تیم‌هایی همچون لانچیا بوده است. موناری در سال ۱۹۷۷ قهرمان رالی قهرمانی جهان شده است.